# Dio vi Salvi Regina
Diu vi Salvi Regina é o hino nacional da Córsega.